# San Luis (Comayagua)
Pour les articles homonymes, voir San Luis.

San Luis est une municipalité du Honduras, située dans le département de Comayagua.

## Source de la traduction
- (en)/(es) Cet article est partiellement ou en totalité issu des articles intitulés en anglais « San Luis, Comayagua » (voir la liste des auteurs) et en espagnol « San Luis (Comayagua) » (voir la liste des auteurs).